# Хербштат
Хербштат (њем. Herbstadt) општина је у њемачкој савезној држави Баварска. Једно је од 37 општинских средишта округа Рен-Грабфелд. Према процјени из 2010. у општини је живјело 677 становника. Посједује регионалну шифру (AGS) 9673131.

## Географски и демографски подаци
Хербштат се налази у савезној држави Баварска у округу Рен-Грабфелд. Општина се налази на надморској висини од 308 метара. Површина општине износи 20,7 km². У самом мјесту је, према процјени из 2010. године, живјело 677 становника. Просјечна густина становништва износи 33 становника/km².